# Annet Futatabi
Annet Futatabi est un jeu vidéo de beat them all sorti en 1993 sur Mega-CD. Le jeu a été développé et édité par Wolf Team.
Il fait suite à El Viento, sorti en 1991 sur Mega Drive.